# Seres Gyula
Seres Gyula, Streba (1912 – ?) válogatott labdarúgó, jobbfedezet.

## Pályafutása

### Klubcsapatban
Az Újpest labdarúgója volt. Tagja volt 1934–35-ös és 1938–39-es bajnokcsapatnak. Megbízható, kiemelkedően küzdőképességű, jól helyezkedő inkább védekező labdarúgó volt. Egyedül gyorsasága nem érte el a legjobbakét.

### A válogatottban
1934 és 1936 között kilenc alkalommal szerepelt a válogatottban.

## Sikerei, díjai
- Magyar bajnokság
  - bajnok: 1934–35, 1938–39
  - 2.: 1935–36, 1937–38
  - 3.: 1936–37

## Statisztika

### Mérkőzései a válogatottban
| Magyarország | Magyarország         | Magyarország                    | Magyarország  | Magyarország | Magyarország  | Magyarország | Magyarország | Magyarország |
| #            | Dátum                | Helyszín                        | Hazai         | Eredmény     | Vendég        | Kiírás       | Gólok        | Esemény      |
| ------------ | -------------------- | ------------------------------- | ------------- | ------------ | ------------- | ------------ | ------------ | ------------ |
| 1.           | 1934. január 14.     | Frankfurt                       | Németország   | 3 – 1        | Magyarország  | barátságos   | -            |              |
| 2.           | 1934. december 16.   | Dublin, Dalymount Park          | Írország      | 2 – 4        | Magyarország  | barátságos   | -            | 46'          |
| 3.           | 1935. május 12.      | Budapest, Üllői úti pálya       | Magyarország  | 6 – 3        | Ausztria      | barátságos   | -            |              |
| 4.           | 1935. szeptember 22. | Budapest, Hungária körúti pálya | Magyarország  | 1 – 0        | Csehszlovákia | Európa-kupa  | -            |              |
| 5.           | 1936. április 5.     | Bécs, Hohe Warte                | Ausztria      | 3 – 5        | Magyarország  | barátságos   | -            |              |
| 6.           | 1936. május 31.      | Budapest, Hungária körúti pálya | Magyarország  | 1 – 2        | Olaszország   | barátságos   | -            |              |
| 7.           | 1936. szeptember 27. | Budapest, Üllői úti pálya       | Magyarország  | 5 – 3        | Ausztria      | Európa-kupa  | -            |              |
| 8.           | 1936. október 4.     | Bukarest                        | Románia       | 1 – 2        | Magyarország  | barátságos   | -            |              |
| 9.           | 1936. október 18.    | Prága, Sparta-pálya             | Csehszlovákia | 5 – 2        | Magyarország  | Európa-kupa  | -            |              |
|              | Összesen             |                                 |               | 9            | mérkőzés      |              | 0            | gól          |